# Onthophagus davisi
Onthophagus davisi är en skalbaggsart som beskrevs av Frey 1975. Onthophagus davisi ingår i släktet Onthophagus och familjen bladhorningar. Inga underarter finns listade i Catalogue of Life.